# Капишова
Капишова (слч. Kapišová) насељено је мјесто са административним статусом сеоске општине (слч. obec) у округу Свидњик, у Прешовском крају, Словачка Република.

## Становништво
| Година:    | 1994. | 2004.    | 2014.    | 2024.   |
| ---------- | ----- | -------- | -------- | ------- |
| Број људи: | 342   | 377      | 424      | 457     |
| Разлика:   |       | +10,23 % | +12,46 % | +7,78 % |

| Година:    | 2023. | 2024.   |
| ---------- | ----- | ------- |
| Број људи: | 461   | 457     |
| Разлика:   |       | -0,86 % |

Према подацима о броју становника из 2024. године насеље је имало 457 становника.